# Берлінський шаховий турнір 1897
Берлінський шаховий турнір 1897 — міжнародний шаховий турнір у Берліні, що відбувся з 13 вересня до 4 жовтня 1897 в Architektenhaus на честь 70-річчя Берлінського шахового товариства.
У турнірі взяли участь 20 гравців. Курт фон Барделебен (Німецька імперія) провів тільки перший тур (нічия). Результат гри не враховано в загальному заліку, в підсумковій таблиці Барделебена нема. Бертольд Енґліш (Австро-Угорщина) не завершив турніру, вибувши за 8 турів до кінця. За перемогу в турнірі боролися до останнього туру Рудольф Харузек і Карл Ауґуст Вальбродт. В останньому турі Харузек переміг Чигоріна й посів чисте перше місце. Перший і другий призер отримали грошові винагороди: 2000 і 1500 марок, відповідно.

## Турнірна таблиця
| М   | Гравець               | 1 | 2 | 3 | 4 | 5 | 6 | 7 | 8 | 9 | 10 | 11 | 12 | 13 | 14 | 15 | 16 | 17 | 18 | 19 | Очки | +  | - | = |
| --- | --------------------- | - | - | - | - | - | - | - | - | - | -- | -- | -- | -- | -- | -- | -- | -- | -- | -- | ---- | -- | - | - |
| 1   | Рудольф Харузек       | Х | 0 | ½ | 1 | 0 | 1 | ½ | ½ | 1 | 1  | 1  | ½  | 1  | 1  | 1  | 1  | 1  | ½  | 1  | 14½  | 12 | 2 | 5 |
| 2   | Карл Ауґуст Вальбродт | 1 | X | 1 | ½ | 1 | 1 | ½ | ½ | ½ | ½  | 0  | 1  | 1  | 1  | 0  | ½  | 1  | 1  | 1  | 14   | 11 | 2 | 6 |
| 3-4 | Джозеф Генрі Блекберн | ½ | 0 | X | ½ | ½ | ½ | 1 | ½ | 1 | 1  | ½  | ½  | 0  | 1  | ½  | 1  | 1  | 1  | 1  | 13   |    |   |   |